# جانگ سونگ-هیوک
جانگ سونگ-هیوک (انگلیسی: Jang Song-hyok؛ زادهٔ ۱۸ ژانویهٔ ۱۹۹۱) یک بازیکن فوتبال اهل کره شمالی است.
وی همچنین در تیم ملی فوتبال کره شمالی بازی کرده‌است.